# Vol TABSO 101
Le 24 novembre 1966, un Iliouchine Il-18 assurant le Vol TABSO 101, un vol commercial reliant Sofia (Bulgarie) et Berlin-Est (RDA) via Budapest (Hongrie) et Prague (Tchécoslovaquie) s'écrase dans une zone boisée près de Bratislava, tuant les 82 personnes à bord. 

## Déroulement du vol
Le 24 novembre 1966, en raison du mauvais temps sur Prague, l'Iliouchine est détourné vers l'aéroport de Bratislava. Après cette escale forcée, l'équipage décolle à nouveau mais s'écrase sur une zone boisée environnante. Le site de l'accident se trouve dans l'actuelle Slovaquie et est considéré comme la catastrophe aérienne la plus meurtrière du pays.

## Enquête

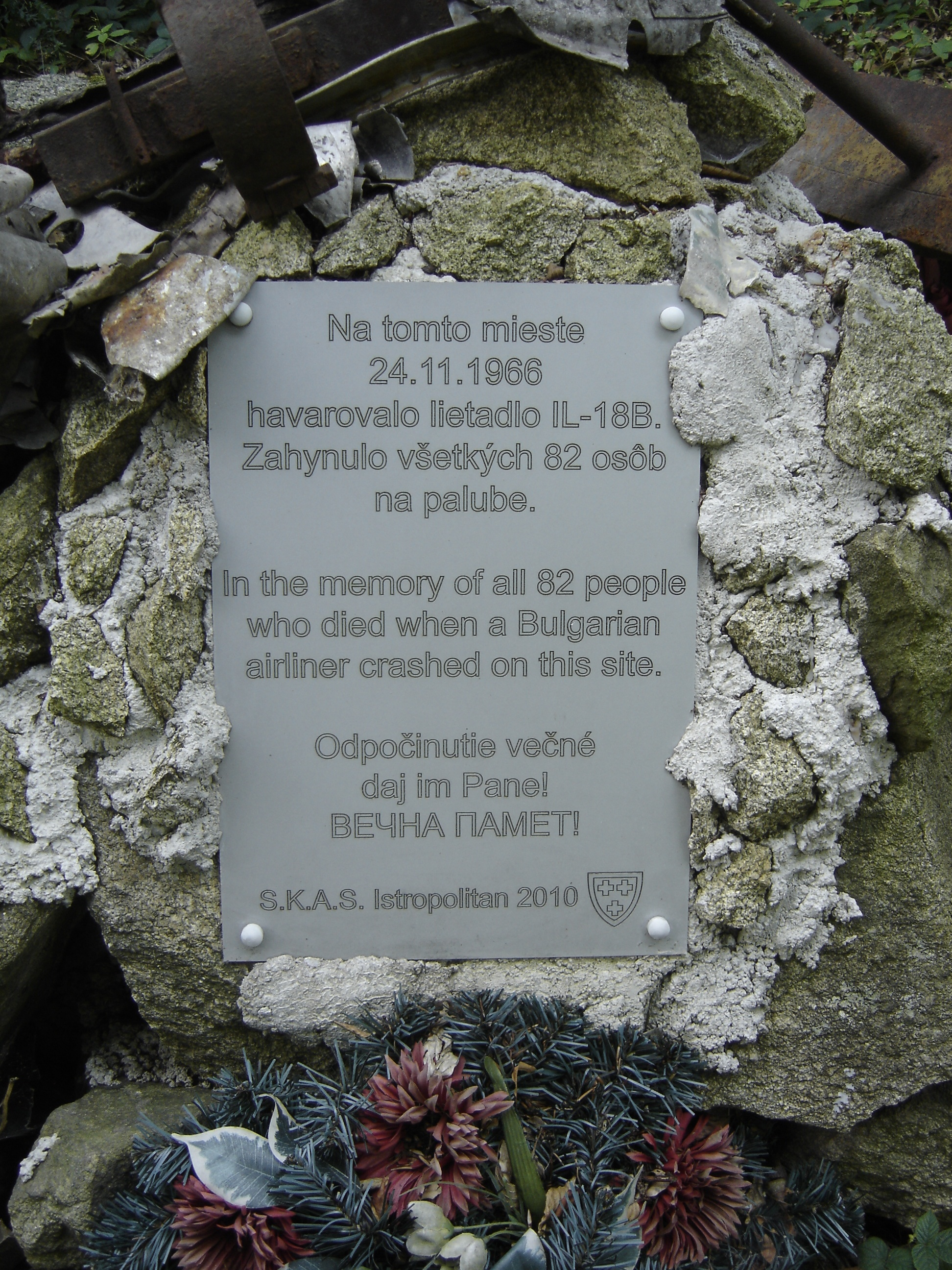
Mémorial en souvenir des victimes de l'accident.

Le rapport final de la commission tchécoslovaque indique que l'avion est monté à 300 mètres, cependant l'Iliouchine s'est écarté du plan de vol recommandé, cette déviation peut être due à un virage plus large que nécessaire, à une vitesse élevée ou bien à une combinaison des deux facteurs. Il est également possible que l'équipage ait douté du bon fonctionnement de son horizon artificiel en plus des conditions météorologiques défavorables. Le rapport a conclu que la cause de l'accident ne pouvait pas être déterminée clairement à partir des éléments disponibles. Toutefois, la cause la plus probable est une mauvaise évaluation du terrain par l'équipage et des conditions météorologiques défavorables.